# 牧島有希
牧島 有希（まきしま ゆき、1976年9月9日 - ）は、日本の女性声優。青二プロダクション所属。

## 経歴
兵庫県出身。小学校高学年の頃、映画『ネバーエンディング・ストーリー』を観て、外国の子供でも日本語を学んでいると興味をもつと、父親からそうではないと否定され、そのとき初めて声優の存在に気付き、それとともに女性が少年役をしているのがとても格好良く思えて洋画や主人公の少年役をしたいと心に決め、声優を目指した。
雑誌に大きく掲載されていたというシンプルな理由で『センチメンタルグラフティ』の声優一般公募オーディションに応募する。オーディション当日、新幹線の中で台詞を覚えていったが会場に到着すると真っ白で、自分は関西出身ながら受けた役は石川県出身のキャラクターだったため訛りに苦労するも、保坂美由紀役に合格した。同様に一般公募オーディションで合格した鈴木麗子、岡本麻見、西口有香、今野宏美、岡田純子と一緒にマーカス所属となる。養成所を経ていないためマイクの前では何もわからず、長らく関西で育ったことからイントネーションの違いがわかっておらず、大変であったという。
マーカスの倒産後は青二プロダクションにジュニアとして移籍。
2008年4月に入籍したことを自身のブログで発表。2009年8月15日に男児を出産したことをブログで発表した。2014年1月に第2子を出産したことを報告している。2015年に手足口病に病気療養中につき長期休業中。

## 人物
方言は関西弁。
趣味はアンティーク収集、映画鑑賞、えんぴつ画。特技は歌唱。
レッスンを受けたりしていた経験はなかったが、昔から歌が好きだった。父は歌が好きで牧島も小さい頃から、父が歌っていた演歌を歌っていたという。

## 出演
太字はメインキャラクター。

### テレビアニメ
- センチメンタルジャーニー（1998年、保坂美由紀）[1]
- アルジェントソーマ（2000年、ビオレッタ）[1]
- ヴァンドレッド（2000年、ブリッジクルー）
- GEAR戦士電童（2001年、女性アナウンサー）
- RUN=DIM（2001年、オペレーター、GF基地オペレーター）
- Witch Hunter ROBIN（2002年、事務員）
- ケロロ軍曹（2005年、メイド）[1]
- ONE PIECE（2005年、アナウンス）[1]
- 銀色のオリンシス（2006年、オペレーター）
- ときめきメモリアル Only Love（2006年、天宮小百合）[1][13]
- MOONLIGHT MILE（2007年、猿渡明美[1]、イザベル・ドゥニャ）
- TYTANIA -タイタニア-（2008年、フランシア）

### OVA
- テイルズ オブ シンフォニア THE ANIMATION（2007年 - 2011年、プロネーマ） - 3シリーズ[一覧 1]
- クイズマジックアカデミー（2008年、リディア）
- 名探偵コナン MAGIC FILE4 大阪お好み焼きオデッセイ（2010年、女子高生）

### Webアニメ
- ブラック・ジャック（2001年、母）

### ゲーム
1997年
- 卒業 Vacation（戸塚いづみ）

1998年
- センチメンタルグラフティ（保坂美由紀）
- センチメンタルジャーニー（保坂美由紀）

2000年
- センチメンタルグラフティ2（保坂美由紀）

2001年
- AIR（白穂）
- センチメンタルグラフティ〜約束（保坂美由紀）
- てんたま -1st Sunny Side-（吉沢初音）
- 松本零士999 〜Story of Galaxy Express 999〜（666号の車掌）
- メタルギアソリッド2

2002年
- Milky Season（遠山さちえ）
- リーヴェルファンタジア〜マリエルと妖精物語〜（キャシー）

2003年
- クイズマジックアカデミーシリーズ（リディア）
- グローランサーIV（フレーネ）
- サモンナイト3（ツェリーヌ）
- テイルズ オブ シンフォニア（プロネーマ）
- 夏夢夜話（夏目小鳥、ゲーティア）

2004年
- センチメンタルプレリュード（保坂美由紀）
- てんたま2wins（吉沢初音）
- どろろ（ミオ）
- BLACK/MATRIX OO（キロタ）

2005年
- ソウルキャリバーIII（カスタムキャラクター・少女1）

2006年
- ときめきメモリアルONLINE（天宮小百合）
- プラネタリウムクリエイター 大平貴之監修 ホームスター ポータブル（ナレーション）
- ルーンファクトリー -新牧場物語-（シャロン）

2007年
- テイルズ オブ ファンダム Vol.2（女の人）
- とぅいんくる（レイ）
- ドラゴンシャドウスペル（ホリー・フラメル）
- バロック（ウリム）
- ルニア戦記（ティア）

2008年
- シェイプボクシング -Wiiでエンジョイダイエット!-（女性インストラクター）
- トゥルーフォーチュン（高村正子）
- 無双OROCHI 魔王再臨（女媧）
- ユグドラ・ユニオン（エメローネ、エレナ）

2009年
- ソウルキャリバー Broken Destiny（オリジナルキャラクター）
- FRAGILE 〜さよなら月の廃墟〜（眠れない少女）
- 無双OROCHI Z（女媧）

2011年
- グローランサーIV オーバーリローデッド（フレーネ）
- 無双OROCHI2（かぐや、女媧）

2012年
- 無双OROCHI2 Special（かぐや、女媧）
- 無双OROCHI2 Hyper（かぐや、女媧）

2013年
- 無双OROCHI2 Ultimate（かぐや、女媧）

2018年
- 無双OROCHI3（かぐや、女媧）

### 吹き替え
- ボーイ・ミーツ・ワールド（ネビー）

### ラジオ
- センチメンタルナイト[1]
- 帰ってきたセンチメンタルナイト
- Onlyセンチメンタルナイト2[1]
- ESアワー ラジヲのおじかん[1]
  - 夜はぷちぷちへなちょこラジオ（ESアワー ラジヲのおじかん内の独立番組）[1]
- インターネットラジオ ときめきメモリアルONLINE♪放送部

### ドラマCD
- いちばんうしろの大魔王 ドラマCD VOL.1（江藤不二子）
- 卒業 Vacation ドラマCD（1997年）
- センチメンタル・グラフティ 2 -あの日のままのキミでいて（1997年）
- センチメンタル・グラフティ 4 -再会の5秒前、出会った頃のように2-（1998年）
- センチメンタルグラフティ V（1998年）
- センチメンタルグラフティ IX（1998年）
- センチメンタルグラフティスペシャルBOX（1999年）
- DJCD onlyセンチメンタルナイト2 vol.1（2000年）
- DJCD onlyセンチメンタルナイト2 vol.2（2000年）
- テイルズ オブ ファンタジア ANTHOLOGY.2（2000年、女の子）
- センチメンタルジャーニー・オリジナル・サウンドドラマCD（2001年）
- webラジvoice theater『ときめきメモリアル Only Love』EXTRA STORY「ときめきの雪」（2007年）
- アルトネリコ2 世界に響く少女たちの創造詩 ドラマCD Vol.2 SIDE クローシェ（リリ）（2008年）

### 音楽CD
- 卒業 Vacation（1997年）
- センチメンタル・グラフティ 9（1997年）
  - 『センチメンタルグラフティ』キャラクターミニアルバム（保坂美由紀）
- センチメンタル・グラフティ スーパーベスト せつなさの扉（2000年）
- センチメンタルグラフティ2 ベスト（2001年）
- 夏夢夜話サウンドコレクション（2003年）
- グローランサーIV オリジナル・キャラクターソング・アルバム（2005年）
- こころのとびら（2006年）[1]
- 二人の翼（2006年）[1]
- 予感（2006年）
- 奇跡のかけら（2006年）[1]
- ときめきメモリアル〜Only Love〜 キャラクターシングル Vol.1 天宮小百合（2006年）[1]
  - 『ときめきメモリアル Only Love』キャラクターミニアルバム（天宮小百合）
- 秘密（2007年）
- ときめきメモリアル Only Love ベストアルバム 〜link to you〜（2008年）

### TVCMナレーション
- 聖剣伝説DS CHILDREN of MANA
- トヨタ・シエンタ

### その他コンテンツ
- キャラクターCD「センチメンタルグラフティ2」Vol.3（2000年）
- キャラクターCD「センチメンタルグラフティ2」Vol.6（2000年）

### シリーズ一覧
1. ↑  第1期『シルヴァラント編』（2007年）、第2期『テセアラ編』（2010年 - 2011年）、第3期『世界統合編』（2011年）